# آدم بيفيريدغ
آدم بيفيريدغ هو سياسي كندي، ولد في 28 ديسمبر 1826، وتوفي في 1907. انتخب عضو الجمعية التشريعية لنيو برونزويك ‏.